# پیتر هلند
پیتر هلند (انگلیسی: Peter Holland؛ زادهٔ ۱۷ اوت ۱۹۶۳) دانشمند در زمینه اهل بریتانیا است.
همچنین برندهٔ جوایزی همچون مدال داروین شده‌است.